# Banna
Narod Banna (ili Banya) je etnička skupina u Etiopiji koja naseljava dolinu donjeg tijeka rijeka Omo, prvenstveno između rijeka Weyto i Omo. Žive na području između gradova Gazer i Dimeka, pri čemu je tradicionalno područje Banne podijeljeno na dva obredna područja, Ailama (oko Gazera) i Anno (koja se proteže od Benate do Dimeke). Prema popisu iz 2007. godine, ova etnička grupa broji oko 47 000 ljudi. Bave se pretežno poljoprivredom, a dopunjuju to pastoralizmom, lovom i sakupljanjem. Uglavnom su muslimani, međutim, nekoliko tisuća njih su kršćani, a imaju svog kralja.
Većina pripadnika naroda Banna govornici su Banna ogranka jezika Hamar-Banna (iz pretpostavljenog južnog ogranka osmotskih jezika), iako je primijećeno da neki također govore srodni jezik Aari, u Mokoči i Chaliju. Zabilježeno je da govornici iz naroda Banna uz relativno male poteškoće komunikaciraju s govornicima ogranaka Hamar i Bashada istog jezika. Unatoč njihovoj jezičnoj bliskosti, Banna postavljaju jasnu granicu između sebe i susjednog plemena Hamar.